# Villa Bornmüller

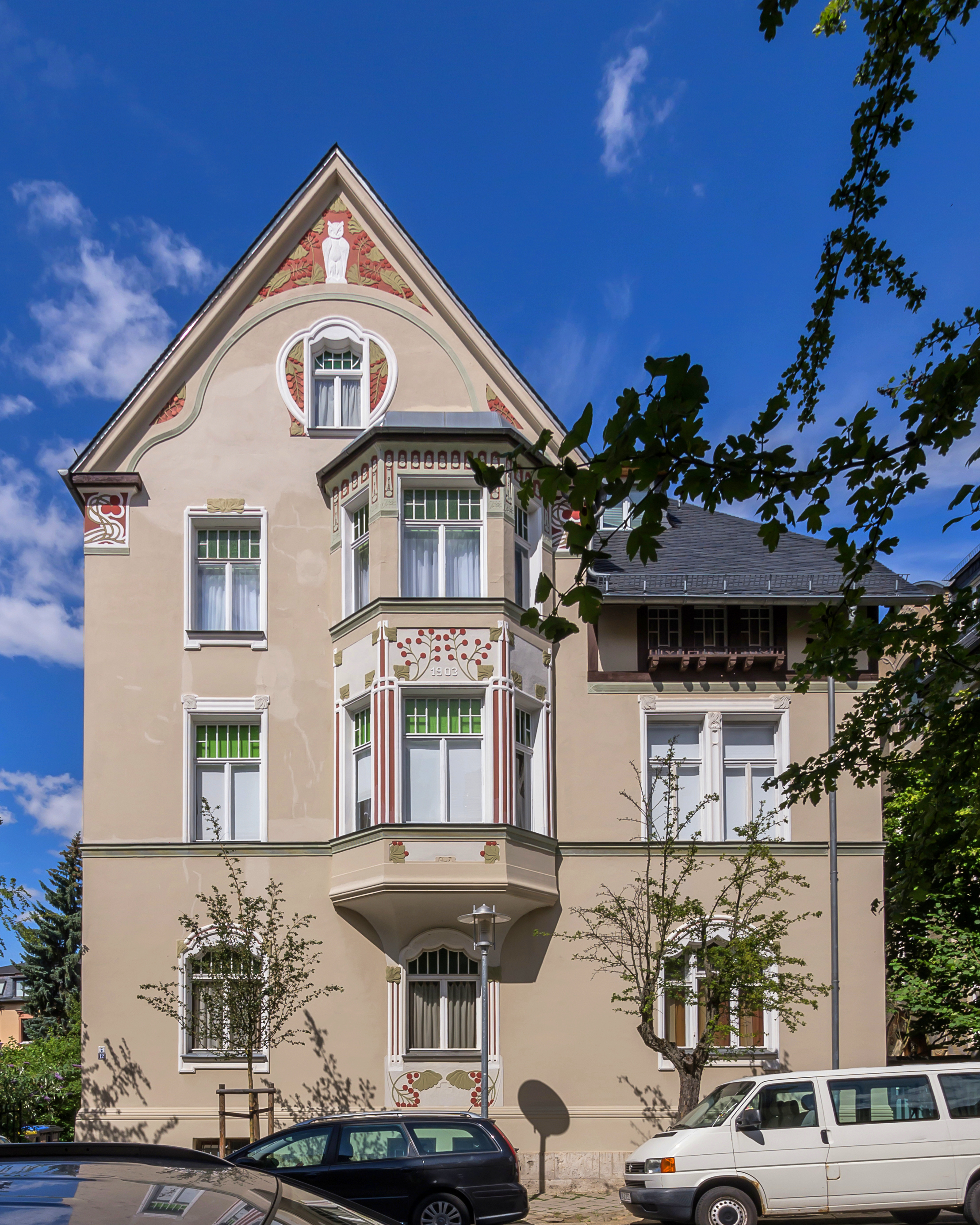
Villa Bornnüller in Weimar

Die Villa Bornmüller, benannt nicht nach ihrem Bauherrn, dem, sondern dem seit 1904 eingezogenen Mieter, dem Botaniker Joseph Bornmüller, befindet sich in der Cranachstraße 12 in Weimar.
Sie wurde 1903 nach dem Entwurf des Weimarer Architekten Rudolf Zapfe errichtet. Bauherr war Albert Hermann Haetzoldt. Die mehrgeschossige Jugendstilvilla weist eine markante Fassadengestaltung mit floralem Ornamentschmuck in bemaltem Stuck auf, insbesondere unter dem Dach. Bemerkenswert ist auch die Eule, was ein Verweis auf Zapfe als Mitglied der Schlaraffia ist. Auch die benachbarte Villa in der Cranachstraße 10, die von Gustav Raumer in Auftrag gegebene Villa Rauner, entstand 1903 nach einem Entwurf Zapfes.
Die Villa steht auf der Liste der Kulturdenkmale in Weimar (Einzeldenkmale). 
In der Literatur wird für die Villa Bornmüller häufig fälschlich die Adresse Cranachstraße 9 angegeben. Die Nummerierung der Cranachstraße wurde zu einem unbekannten Zeitpunkt geändert, so wurde Bornmüllers Adresse im Weimarer Adressbuch von 1906 mit Cranachstraße 2 a I angegeben. Bornmüller wohnte also im 1. Stock. Es ist ganz sicher das Haus, weil der Rentner Haetzoldt, der Bauherr war, auch darin angegeben ist mit Cranachstraße 2 a II. Er wiederum bewohnte den 2. Stock des Hauses. Im Adreßbuch von 1910 bereits ist Bornmüllers Adresse mit Hausnummer 12 aufgeführt. Auch Hätzoldt ist darin aufgeführt als Bewohner desselben Hauses.